# Orzeł za najlepszą drugoplanową rolę kobiecą
Laureatki i nominowane do Orłów w kategorii najlepsza drugoplanowa rola kobieca:

## Lata 1990–1999
| Rok  | Laureatka                                                    | Nominowane |
| ---- | ------------------------------------------------------------ | --- |
| 1999 | Ewa Wiśniewska − Ogniem i mieczem jako Kniahini Kurcewiczowa | - Stanisława Celińska − Fuks jako pani Poznańska - Kinga Preis − Poniedziałek jako Renata - Danuta Szaflarska − Egzekutor jako Starsza pani - Danuta Szaflarska − Tydzień z życia mężczyzny jako Matka Adama |

## Lata 2000–2009
| Rok  | Laureatka                                                     | Nominowane |
| ---- | ------------------------------------------------------------- | --- |
| 2000 | Krystyna Feldman − To ja, złodziej jako Babcia "Jaja"         | - Katarzyna Figura − Zakochani jako Edyta Bobicka - Monika Krzywkowska − Życie jako śmiertelna choroba przenoszona drogą płciową jako Hanka - Zofia Kucówna − Syzyfowe prace jako "Przepiórzyca" - Kinga Preis − Wrota Europy jako Hala |
| 2001 | Stanisława Celińska − Pieniądze to nie wszystko jako pani Ala | - Olga Frycz − Boże skrawki jako Marysia - Olga Frycz − Weiser jako Elka - Małgorzata Rożniatowska − Cześć Tereska jako Matka Tereski                                                                                                   |
| 2002 | Kinga Preis − Wtorek jako Renata                              | - Agata Buzek − Zemsta jako Klara Raptusiewicz - Maureen Lipman − Pianista jako Matka Władysława - Beata Schimscheiner − Anioł w Krakowie jako Ramona Talarek - Janina Traczykówna − Dzień świra jako Matka Adasia                      |
| 2003 | Dominika Ostałowska − Warszawa jako Wiktoria                  | - Małgorzata Foremniak − Zmruż oczy jako Matka Małej - Natalia Rybicka − Żurek jako Iwonka Iwanek |
| 2004 | Iwona Bielska − Wesele jako Eluśka Wojnarowa                  | - Dorota Kamińska − Pręgi jako Matka Tani - Kinga Preis − Symetria jako żona Dawida |
| 2005 | Małgorzata Braunek − Tulipany jako Marianna                   | - Anna Dymna − Skazany na bluesa jako Matka Goli - Edyta Jungowska − Jestem jako Matka "Kundla" |
| 2006 | Ewa Wencel − Plac Zbawiciela jako Teresa Zielińska            | - Jadwiga Jankowska-Cieślak − Co słonko widziało jako żona Józefa - Anna Romantowska − Statyści jako Maria Narożna |
| 2007 | Danuta Stenka − Katyń jako generałowa Róża                    | - Stanisława Celińska − Południe-Północ jako Baba z krowami - Krystyna Tkacz − Parę osób, mały czas jako Zosia |
| 2008 | Danuta Szaflarska − Ile waży koń trojański? jako Babcia       | - Małgorzata Hajewska-Krzysztofik − 33 sceny z życia jako Barbara - Izabela Kuna − 33 sceny z życia jako Kaśka |
| 2009 | Anna Polony − Rewers jako Babcia                              | - Sonia Bohosiewicz − Wojna polsko-ruska jako Natasza Blokus - Krystyna Janda − Rewers jako Irena Jankowska |

## Lata 2010–2019
| Rok  | Laureatka                                                                | Nominowane |
| ---- | ------------------------------------------------------------------------ | --- |
| 2010 | Stanisława Celińska − Joanna jako Kamińska                               | - Magdalena Cielecka − Wenecja jako Basia Martyniak - Kinga Preis − Joanna jako Staszka |
| 2011 | Kinga Preis − W ciemności jako Wanda Socha                               | - Roma Gąsiorowska − Sala samobójców jako Sylwia - Kinga Preis − Róża jako Amelia |
| 2012 | Joanna Kulig − Sponsoring jako Alicja                                    | - Izabela Kuna − Drogówka jako Ewa - Sonia Bohosiewicz − Obława jako Hanna Kondolewiczowa |
| 2013 | Anna Nehrebecka − Chce się żyć jako pani Jola                            | - Joanna Kulig − Nieulotne jako Marta - Marta Nieradkiewicz − Płynące wieżowce jako Sylwia |
| 2014 | Kinga Preis – Pod Mocnym Aniołem jako Mania                              | - Karolina Gruszka – Pani z przedszkola jako pani Karolina - Kinga Preis – Bogowie jako Matka Ewki |
| 2015 | Anna Dymna – Excentrycy, czyli po słonecznej stronie ulicy jako Bayerowa | - Ewa Dałkowska – Body/Ciało jako przyjaciółka prokuratora - Kinga Preis – Córki dancingu jako wokalistka Krysia |
| 2016 | Agata Kulesza – Jestem mordercą jako Lidia Kalicka                       | - Agata Buzek – Niewinne jako siostra Maria - Izabela Kuna – Wołyń jako Głowacka, matka Zosi |
| 2017 | Agnieszka Suchora – Cicha noc jako matka Adama                           | - Bronisława Zamachowska – Powidoki jako Nika Strzemińska - Karolina Gruszka – Ach śpij kochanie jako Anna |
| 2018 | Aleksandra Konieczna – Jak pies z kotem jako Iga                         | - Gabriela Muskała – 7 uczuć jako Weronika Porankowska - Agata Kulesza – Zimna wojna jako Irena Bielecka |
| 2019 | Eliza Rycembel – Boże Ciało jako Marta                                   | - Agata Buzek – Córka trenera jako Kamila - Jowita Budnik – Ikar. Legenda Mietka Kosza jako matka Mietka - Marta Żmuda-Trzebiatowska – Mowa ptaków jako Jakubcowa - Katarzyna Smutniak – Słodki koniec dnia jako córka Marii |

## Lata 2020–2029
| Rok  | Laureatka                                      | Nominowane |
| ---- | ---------------------------------------------- | --- |
| 2020 | Kinga Preis − Jak najdalej stąd jako matka Oli | - Maria Sobocińska – Wszystko dla mojej matki jako Agnes - Magdalena Różczka – 25 lat niewinności. Sprawa Tomka Komendyjako żona Remigiusza - Agata Kulesza – Sala samobójców. Hejter jako Beata Santorska - Danuta Stenka – Sala samobójców. Hejter jako Zofia Krasucka                 |
| 2021 | Ewa Wiśniewska – Zupa nic jako babcia          | - Anna Dymna – Amatorzy jako matka Krzyśka - Agata Kulesza – Wesele jako Ela Wilk - Jowita Budnik – Wszystkie nasze strachy jako Jadwiga - Aleksandra Konieczna – Żeby nie było śladów jako prokurator Wiesława Bardon - Agnieszka Grochowska – Żeby nie było śladów jako Grażyna Popiel |
| 2022 | Maria Pakulnis – Johnny jako Hanna             | - Matylda Damięcka – Apokawixa jako Robsonica - Maja Ostaszewska – Broad Peak jako żona - Magdalena Koleśnik – Inni ludzie jako dziewczyna Kamila - Aleksandra Konieczna – Śubuk jako dyrektorka liceum                                                                                  |
| 2023 | Agnieszka Grochowska – Kos jako Maria Giżyńska | - Ewa Kasprzyk – Chłopi jako Marcjanna Pacześ Dominikowa - Katarzyna Herman – Doppelgänger. Sobowtór jako oficer - Sandra Drzymalska – Filip jako Marlena - Kinga Preis – Święto ognia jako Józefina                                                                                     |
| 2024 |                                                | |

## Ranking laureatek
| Laureatka           | Liczba nagród |
| ------------------- | ------------- |
| Kinga Preis         | 4             |
| Stanisława Celińska | 2             |

## Ranking nominowanych
| Nominowana          | Liczba nominacji |
| ------------------- | ---------------- |
| Kinga Preis         | 12               |
| Stanisława Celińska | 4                |
| Agata Kulesza       | 4                |
| Agata Buzek         | 3                |
| Izabela Kuna        | 3                |
| Danuta Szaflarska   | 3                |
| Olga Frycz          | 2                |